# 民進党建設職人の安全・地位向上推進議員連盟
民進党建設職人の安全・地位向上推進議員連盟（みんしんとうけんせつしょくにんのあんぜん・ちいこうじょうすいしんぎいんれんめい）は、2016年（平成28年）10月に発足した民進党の国会議員による議員連盟。民進党分裂後の名称は有志議員による建設職人の安全・地位向上推進議員連盟。初代会長は増子輝彦。

## 概要
建設業における深刻な労働災害の発生状況等を考慮し、建設工事従事者の安全と健康の確保と推進を目指す民進党の国会議員によって結成された。

## 元役員

### 最高顧問
- 大畠章宏（2017年に引退）
- 前原誠司

### 顧問
- 大塚耕平（2024年に議員辞職）
- 原口一博
- 古川元久
- 玉木雄一郎

### 会長
- 増子輝彦（2022年に引退）

### 会長代行
- 篠原孝
- 伴野豊

### 副会長
- 羽田雄一郎（2020年に死去）
- 山尾志桜里（2021年に引退）
- 川内博史
- 松原仁
- 桜井充

### 幹事長
- 泉健太

### 幹事長代行
- 小宮山泰子

### 幹事長代理
- 小川淳也

### 副幹事長
- 榛葉賀津也

### 幹事
- 大野元裕（2019年埼玉県知事選挙で当選）
- 藤末健三（2022年に落選）
- 黒岩宇洋
- 田嶋要
- 津村啓介
- 牧義夫

### 事務局長
- 重徳和彦

### 事務局次長
- 舟山康江
- 杉尾秀哉